# Jamides elpis
Lampides elpis is een vlinder uit de familie van de Lycaenidae. De wetenschappelijke naam van de soort is voor het eerst gepubliceerd in 1823 door Jean-Baptiste Godart.
De soort komt voor in India, Maleisië en Indonesië.